# Johannes Larsen og Johannes V. Jensen i Zoo
|  | Denne artikel er oprettet af botten Steenthbot ud fra en ekstern database. Den kan derfor have sproglige fejl eller mangler. Denne skabelon kan fjernes efter kontrol af indholdet. |

Johannes Larsen og Johannes V. Jensen i Zoo er en dansk dokumentarisk optagelse fra 1945.

## Handling
De to danske forfattere i Zoologisk Have i København.

## Medvirkende
- Johannes V. Jensen
- Johannes Larsen